# Opava
|  | No s'ha de confondre amb Opava (Eslovàquia). |

Opava (Pronunciació txeca: [ˈopava] ( escolteu-ho); alemany: Troppau, polonès: Opawa) és una ciutat situada a la regió de Moràvia i Silèsia, a la República Txeca, amb una població d'uns 56.000 habitants. Es troba a la llera del riu Opava. Opava és un dels centres històrics de Silèsia. Va ser una capital històrica de Silèsia txeca.

## Divisions administratives

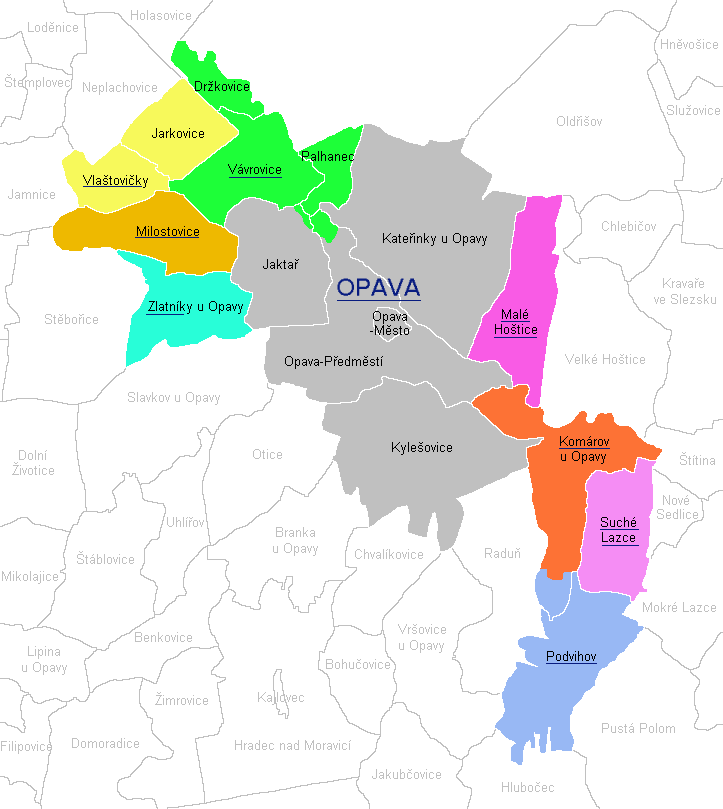
Districtes d'Opava (mostrats en color) i zones cadastrals.

Opava està formada per vuit districtes autònoms als suburbis i la part central que està directament administrada. A més, és dividida en 14 parts administratives (entre parèntesis):
- Opava (Město, Předměstí, Kateřinky, Kylešovice i Jaktař)
- Komárov
- Malé Hoštice
- Milostovice
- Podvihov (Komárovské Chaloupky i Podvihov)
- Suché Lazce
- Vávrovice (Vávrovice, Předměstí i Jaktař)
- Vlaštovičky
- Zlatníky

## Història

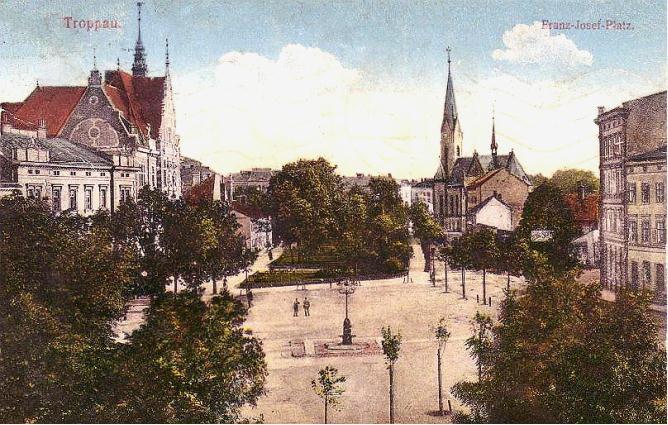
Opava el 1900.

La primera menció escrita d'Opava és del 1195. El 1224, Opava va rebre privilegis de ciutat. Després de la creació del Ducat de Troppau, Opava es va convertir en la seva capital.
Entre 1427 i 1431, el ducat va ser governat pels hussites. El 1485, va ser adquirit per Maties Corví i governat pels hongaresos fins al 1526. El 1613, Carles I de Liechtenstein es va convertir en duc d'Opava i va fusionar el ducat amb el ducat de Krnov.
Després que la majoria de Silèsia fos annexada pel Regne de Prússia durant la Guerra de Successió austríaca després de 1740, el territori de Silèsia restant encara sota el control de la monarquia dels Habsburg es va conèixer com a Silèsia austríaca, amb la seva capital a Opava (1742-1918). El Congrés de Troppau va tenir lloc aquí del 24 d'octubre al 23 de desembre de 1820.
Segons el cens austríac de 1910, la ciutat tenia 30.762 habitants, 29.587 dels quals hi tenien residència permanent. El cens va demanar a la gent la seva llengua materna, que va mostrar que 27.240 (92%) parlaven alemany, 2.039 (6,9%) parlaven txec i 274 (0,9%) parlaven polonès. Els jueus no tenien permís per declarar el yiddish, i la majoria d'ells van declarar així l'alemany com a llengua materna. El principal grup religiós eren els catòlics romans amb 28.379 (92,2%), seguits pels protestants amb 1.155 (3,7%) i els jueus amb 1.112 (3,6%).
Després de la derrota d'Àustria-Hongria a la Primera Guerra Mundial, Opava va passar a formar part de Txecoslovàquia el 1919.
El 1938, Opava va ser cedida a l'Alemanya nazi com a conseqüència de l'acord de Munic. Va ser administrat com a part del Reichsgau Sudetenland. El 22 d'abril de 1945, Opava va ser alliberada per l'Exèrcit Roig soviètic a costa d'enormes danys de guerra. El 1945-1946, la població alemanya va ser expulsada segons els decrets de Beneš i la ciutat va ser re assentada amb txecs. L'1 de gener de 1946, els municipis de Jaktař, Kateřinky i Kylešovice es van unir a Opava. Després de la guerra, es van construir noves zones residencials i plantes industrials.

## Cultura

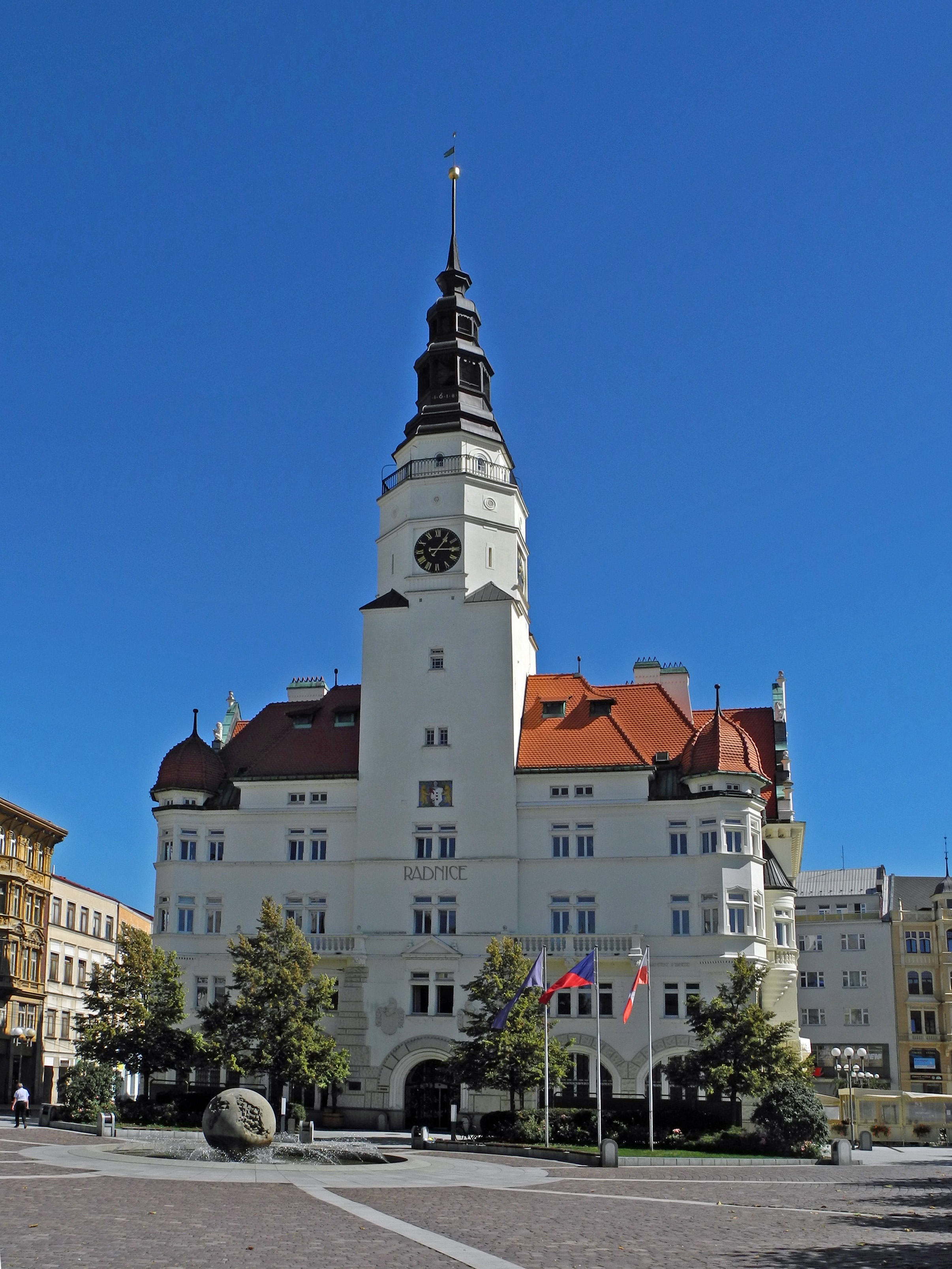
Ajuntament.

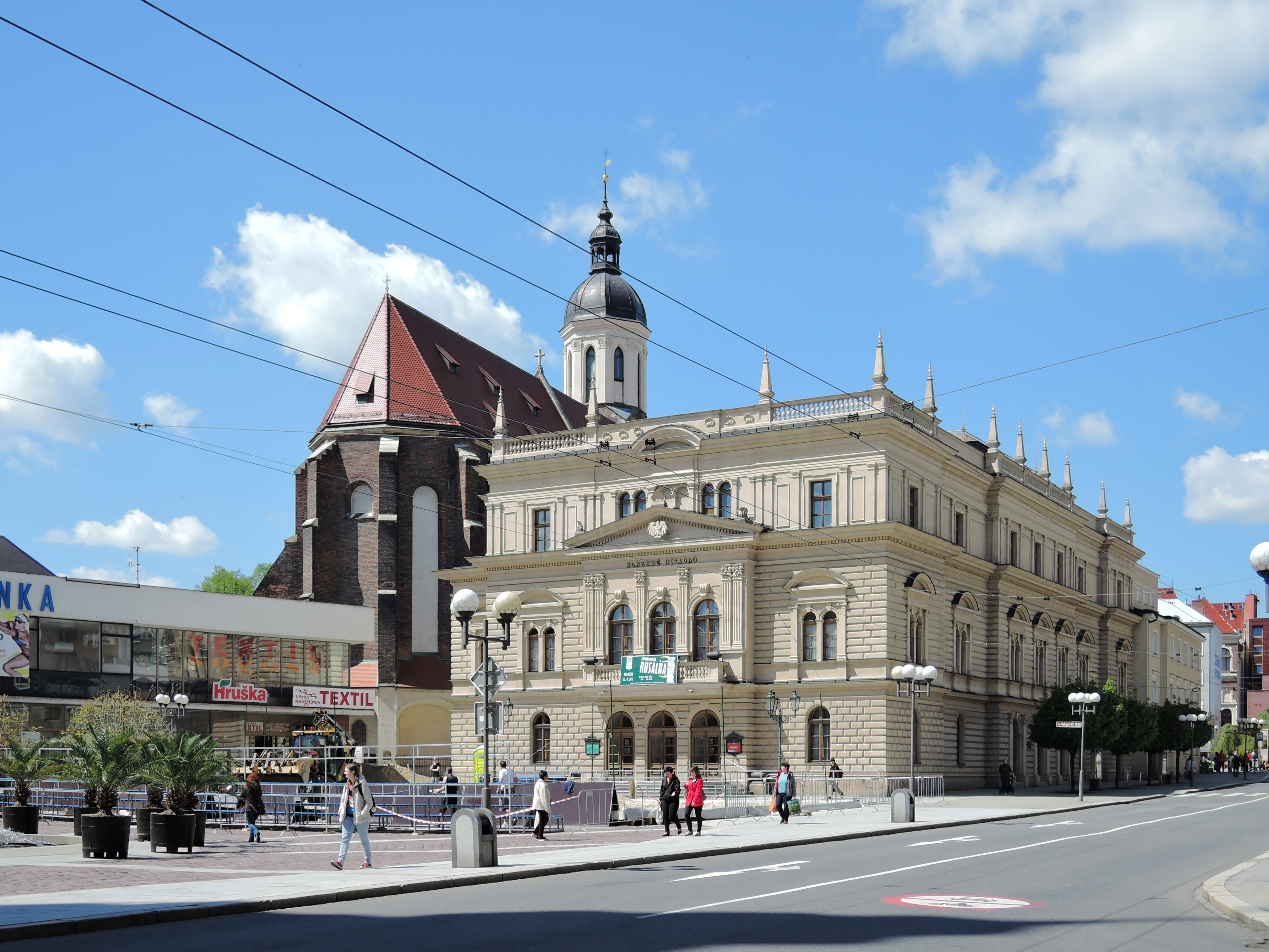
Teatre de Silèsia i Concatedral de l'Assumpció de la Mare de Déu.

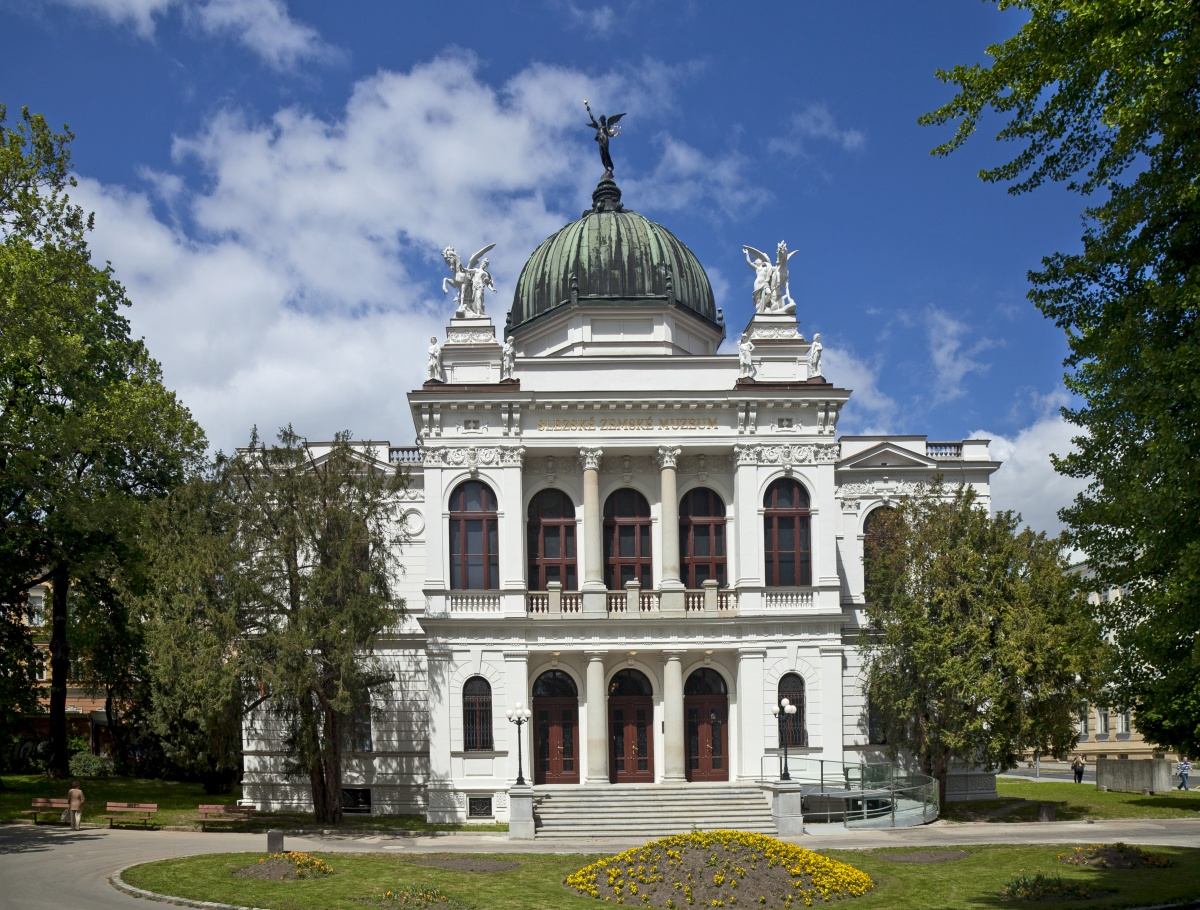
Museu Silesià.

Opava és un important centre cultural de la Silèsia Opava. El Teatre Silesià d'Opava va ser fundat el 1805.
Opava és la seu de la Universitat de Silèsia, l'única universitat pública del país que no es troba a una capital regional. Va ser establerta el 1991.
El club de futbol de la ciutat és el SFC Opava.
Un dels dos punts de referència principals d'Opava és l'ajuntament a la plaça Horní i la seva torre blanca, coneguda com Hláska. L'ajuntament d'una planta i la torre es van construir entre 1614 i 1618. Tanmateix, l'edifici de l'ajuntament menys representatiu al voltant de la torre va ser enderrocat l'any 1902 i substituït per un de nou d'estil neo-renaixentista.
El segon punt d'importància és la Concatedral de l'Assumpció de la Mare de Déu. És l'edifici més gran de la República Txeca construït en l'anomenat estil gòtic de maó de Silèsia. A finals del segle XIII es va construir una sòlida torre prismàtica i a principis del segle XIV es va construir una torre sud més alta, ambdues torres originalment estaven pensades com a part de l'ajuntament. L'edifici de l'església entre les torres data de mitjans del segle XIV. El 1996, l'església es va convertir en la segona església episcopal de la diòcesi d'Ostrava-Opava i, per tant, en cocatedral. Amb 102 metres, la torre de l'església del sud és la torre més alta de Silèsia.
Hi ha tres monuments, protegits com a monuments culturals nacionals de la República Txeca. A més de la cocatedral, hi ha la capella de la Santa Creu, que data de 1394, i la Casa de Cultura de la ciutat de Petr Bezruč; una casa neo-renaixentista, construïda entre 1908 i 1910 segons el disseny de Leopold Bauer.
El Museu de Silèsia, fundat el 1814, és el museu públic més antic de la República Txeca. Té uns 2.400.000 articles d'exposició i és el tercer museu més gran del país.

## Fills il·lustres
- Martí d'Opava (?-1278) historiador i clergue
- Johann Palisa (1848-1925), astrònom austríac
- Eduard von Böhm-Ermolli (1856-1941), mariscal de camp austríac
- Joseph Maria Olbrich (1867-1908), arquitecte austríac
- Petr Bezruč (1867-1958), poeta
- Joy Adamson (1910-1980), naturalista i autor
- Kamil Mrůzek (born 1977), piragüista
- Zdeněk Pospěch (born 1978), futbolista
- Libor Kozák (born 1989), futbolista

## Ciutats agermanades
Opava és agermanada amb:
- Katowice, Polònia
- Kearney, Estats Units
- Liptovský Mikuláš, Eslovàquia
- Racibórz, Polònia
- Roth, Alemanya
- Zugló (Budapest), Hongria
- Żywiec, Polònia